# Megachile pallida
Megachile pallida is een vliesvleugelig insect uit de familie Megachilidae. De wetenschappelijke naam van de soort is voor het eerst geldig gepubliceerd in 1881 door Radoszkowski.